# Myanmar Airways International

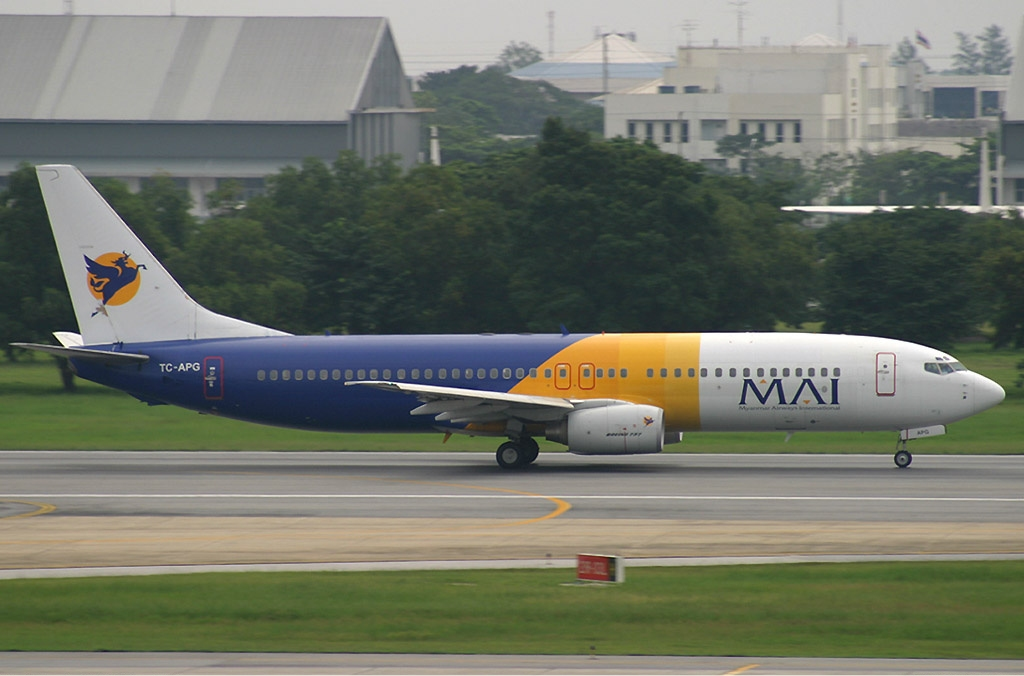
Boeing 737-800 linii Myanmar Airways International.

Myanmar Airways International – birmańska linia lotnicza z siedzibą w Rangunie. Głównym węzłem jest port lotniczy Rangun. Obsługuje połączenia do krajów Azji Południowo-Wschodniej.
Agencja ratingowa Skytrax przyznała linii trzy gwiazdki.

## Połączenia
- Mjanma
  - Rangun (port lotniczy Rangun) węzeł
- Malezja
  - Kuala Lumpur (port lotniczy Kuala Lumpur)
- Singapur
  - Singapur (port lotniczy Singapur-Changi)
- Tajlandia
  - Bangkok (port lotniczy Bangkok-Suvarnabhumi)